# أرنولد تشان
أرنولد تشان هو محامي وسياسي كندي، ولد في 10 يونيو 1967 في كندا، وتوفي في 14 سبتمبر 2017 في تورونتو في كندا بسبب سرطان البلعوم الأنفي. حزبياً، نشط في الحزب الليبرالي الكندي. وقد انتخب عضو مجلس العموم الكندي عن دائرة Scarborough—Agincourt (federal electoral district) ‏ وقد انضم خلال فترته النيابية ‏ (30 يونيو 2014 – 18 أكتوبر 2015) للكتلة البرلمانية الحزب الليبرالي الكندي وانتخب عضو مجلس العموم الكندي عن دائرة Scarborough—Agincourt (federal electoral district) ‏ وقد انضم خلال فترته النيابية ‏ (3 ديسمبر 2015 – 14 سبتمبر 2017) للكتلة البرلمانية الحزب الليبرالي الكندي.

## وصلات خارجية
- الموقع الرسمي